# سایوز۳۲
سایوز-۳۲ (به روسی: Союз 32)(به معنای اتحاد ۳۲) هشتمین مأموریت سرنشین دار سازمان فضایی شوروی به مقصد ایستگاه فضایی سالیوت۶ و هفتمین اتصال موفقیت‌آمیز به آن بود. این مأموریت همچنین سومین مأموریت بلند مدت برای استقرار انسان در مدار زمین بعد از ثبت رکورد ۱۳۹ روزه در سایوز۲۹ به حساب می آمد.

به دلیل برنامه ریزی های انجام شده و ماهیت این مأموریت، سایوز۳۲ با مأموریت های سایوز۳۳ و سایوز۳۴ در ارتباط کامل بوده است. فضانوردان این مأموریت پس از ورود به ایستگاه توانستند ۱۷۹ روز را با وجود مشکلات فراوان و به صورت پیوسته در مدار گذرانده و رکورد جدیدی ثبت کنند. آن ها بلافاصله پس از ورود به ایستگاه متوجه بویی مانند فلز سوخته شدند که معمولاً فضانوردان آن را بوی فضا می نامند. در این مدت ۲ فضاپیمای سایوز و ۳ فضاپیمای باری پروگرس به سالیوت۶ متصل شده و وظایف خود را به انجام رسانند. البته از میان فضاپیماهای سایوز، یک مورد هنگام اتصال به سالیوت۶ شکست خورد و دیگری بدون سرنشین بود.

سایوز۳۲ برخلاف مأموریت بلندمدت قبلی خود یعنی سایوز۲۹، به دلیل شکست سایوز۳۳ در اتصال به ایستگاه، هیچ بازدیدکننده ای نداشت و این مسئله به شدت وجهه تبلیغاتی شوروی و روحیه فضانوردان را خدشه دار کرده بود. البته برای نخستین بار در تاریخ، فضانوردان توانستند ارتباط زنده تصویری با زمین و با خانواده های خود برقرار کنند که این امر سبب افزایش چشمگیر روحیه آن ها شده بود.

## خدمه مأموریت
| شماره | نام             | ملیت               | تعداد پرواز | نقش عملیاتی | تصویر |
| ۱     | ولادیمیر لیاخوف | اتحاد جماهیر شوروی | ۱           | فرمانده     |       |
| ۲     | والری ریومین    | اتحاد جماهیر شوروی | ۲           | مهندس پرواز |       |